# Lexikon des Mittelalters
«Lexikon des Mittelalters», LMA, LexMa  («Энциклопедия Средневековья») — энциклопедия на немецком языке, посвященная европейскому Средневековью и смежным темам. Охватывает период от поздней античности до конца XV века. Состоит из 9 томов и указателя, содержит около 36 тысяч статей. В подготовке энциклопедии участвовали около 1000 редакторов из 14 стран и 3000 авторов.
Издание длилось с 1977 года (т. 1) по 1999 (указатель). Первые 6 томов издавались в Artemis-Winkler, остальные — в LexMA (Мюнхен). Также существуют бумажные издания «Metzler» и «dtv», а также на CD-ROM. Онлайн-доступ (платный) к энциклопедии предоставляет компания «Brepols».

## Издания
- Lexikon des Mittelalters (LMA), LexMA-Verlag, München 1980ff, ISBN 3-423-59057-2
- Lexikon des Mittelalters, Metzler, 1999, ISBN 3-47601-742-7
- Lexikon des Mittelalters, dtv, 2000, ISBN 3-423-59057-2